# 明之胤
明之胤（？—？），字永錫，四川順慶府南充縣人，民籍，明朝政治人物。

## 生平
四川鄉試第三十七名舉人，萬曆三十八年（1610年）庚戌科會試第一百十七名，第二甲第四十四名進士。官户部主事。

## 家族
曾祖明倫，封奉政大夫；祖明幼充，知府；父明命；母楊氏。慈侍下。兄明繼祖、明之忠、明時舉（同科進士）、明之賓。